# Mon légionnaire (chanson)
Pour le film, voir Mon légionnaire (film).
Mon légionnaire est une chanson française créée en 1936 par Marie Dubas, sur des paroles de Raymond Asso et une musique de Marguerite Monnot. Elle a été interprétée par Damia, Édith Piaf (en 1936), Arlette Guttinguer, Serge Gainsbourg et Michel Hermon.

## Genèse et développement
Raymond Asso, lui-même ancien légionnaire, a aussi écrit Le Fanion de la Légion, chantée par Dubas et reprise en 1937 par Edith Piaf, qui rencontre moins de succès.
Grâce à cette chanson, Marie Dubas vit sa popularité croître au point de faire une tournée aux États-Unis en 1939.
Cette chanson est souvent identifiée à Édith Piaf, car celle-ci en a fait une chanson emblématique de son répertoire. Le thème romantique de la femme amoureuse d'un légionnaire mystérieux qui, après une nuit d'amour, refuse de lui donner son nom, colle parfaitement à l'image de la « Môme Piaf ». Cette chanson n'a pas réellement trait à la Légion et l'homme aurait tout aussi bien pu être "marin ou gangster". Mais elle s'appuie sur l'imagerie populaire alliant mystère et séduction, amour et tragédie. 
Lorsque Marie Dubas enregistre la chanson, elle remplace le vers du deuxième couplet, « l’envie de sa peau me ronge » par« un affreux désespoir me ronge ». Enregistrant le titre l’année suivante, la Môme Piaf reprend la phrase originale.

## Reprises
Elle a été interprétée par :
- Édith Piaf[4],
- Georgette
- Germaine Sablon,
- Arlette Guttinguer,
- Serge Gainsbourg (qui en détourne le sens pour lui donner un caractère homosexuel[5])
- Ellen Foley dans une version lyrique dans son album Spirit of St. Louis (en) en 1981,
- la chanteuse de jazz française Raquel Bitton dans son album Raquel Bitton sings Edith Piaf[6]
- Viktor Lazlo dans son album Loin de Paname
- Michel Hermon[7].

Mon légionnaire a été reprise en 1987 par Serge Gainsbourg sur l'album You're Under Arrest. Gainsbourg n'a pas modifié les paroles, la chanson peut donc prendre un sens homoérotique (même si les exemples d'hommes chantant des chansons « de femme » sans que cela fasse allusion à l'homosexualité ne sont pas rares), qui est explicite dans le clip vidéo associé. C'est la dernière chanson de l'album et la conclusion de l'histoire : lassé des infidélités de Samantha, le narrateur s'engage dans la Légion où il rencontre le légionnaire de la chanson.